# William Stewart
William Allen Stewart (ur. 22 października 1889 w Launceston, zm. 29 kwietnia 1958 w Monegeetta) – australijski sprinter reprezentujący Australazję. Uczestniczył w igrzyskach olimpijskich w Sztokholmie w 1912 roku, gdzie startował w wyścigach na 100 i 200 metrów.
Rekordy życiowe:
- Bieg na 100 metrów – 10,7 s. (1911) do 1923 rekord Australii[1]
- Bieg na 200 metrów – 22,1 s. (1912)

## Występy na letnich igrzyskach olimpijskich
| Igrzyska | Wydarzenie    | Eliminacje | Eliminacje         | Półfinały | Półfinały        | Finały          | Finały          |
| Igrzyska | Wydarzenie    | Wynik      | Miejsce            | Wynik     | Miejsce          | Wynik           | Miejsce         |
| -------- | ------------- | ---------- | ------------------ | --------- | ---------------- | --------------- | --------------- |
| LIO 1912 | Bieg na 100 m | 11,0       | 1. w swoim biegu Q | nn        | 3. w swoim biegu | → Nie awansował | → Nie awansował |
| LIO 1912 | Bieg na 200 m | 26,0       | 1. w swoim biegu Q | -         | DNF              | → Nie awansował | → Nie awansował |